# Ahrobaza
Ahrobaza (ukr. Агробаза) – wieś na Ukrainie, w obwodzie donieckim, w rejonie mariupolskim, w hromadzie Mariupol. W 2001 liczyła 572 mieszkańców, spośród których 350 wskazało jako ojczysty język ukraiński, 216 rosyjski, 4 białoruski, 1 grecki, a 1 inny.
20 października 1941 roku w rejonie Ahrobazy funkcjonariusze Sonderkommando 10a zamordowali około 8–9 tys. Żydów z Mariupola.